# ASTRO-G
ASTRO-G (appelé également VSOP-2) était un projet de radiotélescope spatial de l'agence spatiale japonaise JAXA qui a été annulé en cours de développement.

## Historique
Le développement d'ASTRO-G est lancé comme le successeur du radiotélescope spatial expérimental HALCA / MUSES-B / VSOP lancé en 1997 qui a permis aux ingénieurs japonais de mettre au point les techniques nécessaires et a fourni des résultats astronomiques intéressants. Astro-G est choisi en février 2006 après une compétition qui l'a opposé à un satellite d'astronomie des rayons X (NeXT) et une mission de voile solaire vers Jupiter. Un budget de 12 milliards de yens, soit environ 80 millions de dollars €, est débloqué à compter de l'année fiscale 2007. Le radiotélescope doit être lancé en 2012 mais des difficultés techniques sont rencontrées dans la mise au point de l'antenne parabolique : Le système d'ouverture de l'antenne développé ne permet pas d'obtenir une précision suffisante de la forme de l'antenne qui serait nécessaire pour atteindre les objectifs scientifiques. Ces raisons ainsi que des contraintes budgétaires conduisent à suspendre le développement en 2010,, et le lancement est repoussé à 2013. Le projet est finalement  annulé en 2011.

## Caractéristiques techniques
Le satellite devait utiliser une antenne parabolique de 10 m de diamètre de type Cassegrain déployée en orbite et effectuer ses observations dans les bandes à 8,22  et   43 GHz. Il était prévu que ce radiotélescope soit utilisé en association avec d'autres radiotélescopes situés au sol pour faire de l'interférométrie à très longue base. Il devait avoir une résolution et une sensibilité dix fois meilleures que son prédécesseur HALCA. Ce satellite de 1,2 tonne devait être placé sur une orbite haute fortement elliptique  (apogée : 25 000 km, périgée : 1 000 km) avec une inclinaison de 31°.

## Objectifs scientifiques
Les objectifs principaux étaient :
- Structure des jets, régions de collimation et d'accélération
- Structure des disques d'accrétion autour des AGN
- Structure des champs magnétiques des proto-étoiles

Les autres objectifs scientifiques  comprenaient l'observation des :
- Masers galactiques dans les régions de formation d'étoiles
- Mégamasers extragalactiques
- quasars radio-silencieux
- binaires X, rémanents de supernova, lentilles gravitationnelles, etc.